# باشگاه فوتبال رئال مادرید سی
باشگاه فوتبال رئال مادرید سی (به اسپانیایی: Real Madrid Club de Fútbol C) یک باشگاه فوتبال اسپانیایی است که در مادرید پایتخت اسپانیا قرار دارد. این تیم بعد از رئال مادرید و رئال مادرید کاستیا در دسته پایین‌تر وجود دارد. این باشگاه تیم سوم رئال مادرید محسوب می‌شود.
برخلاف انگلستان در اسپانیا طبق قانون تیم اصلی و رزرو تیم‌های رزرو نمی‌تواند در لیگ تیم اصلی و جام حذفی شرکت کند یعنی رئال مادرید سی نمی‌تواند در سگوندا دیویسیون بی، سگوندا دیویسیون، لالیگا و کوپا دل ری نمی‌تواند حضور داشته باشد

## افتخارات
تراسرا دویسوژن (۵) قهرمانی